# Blaufuchsfell

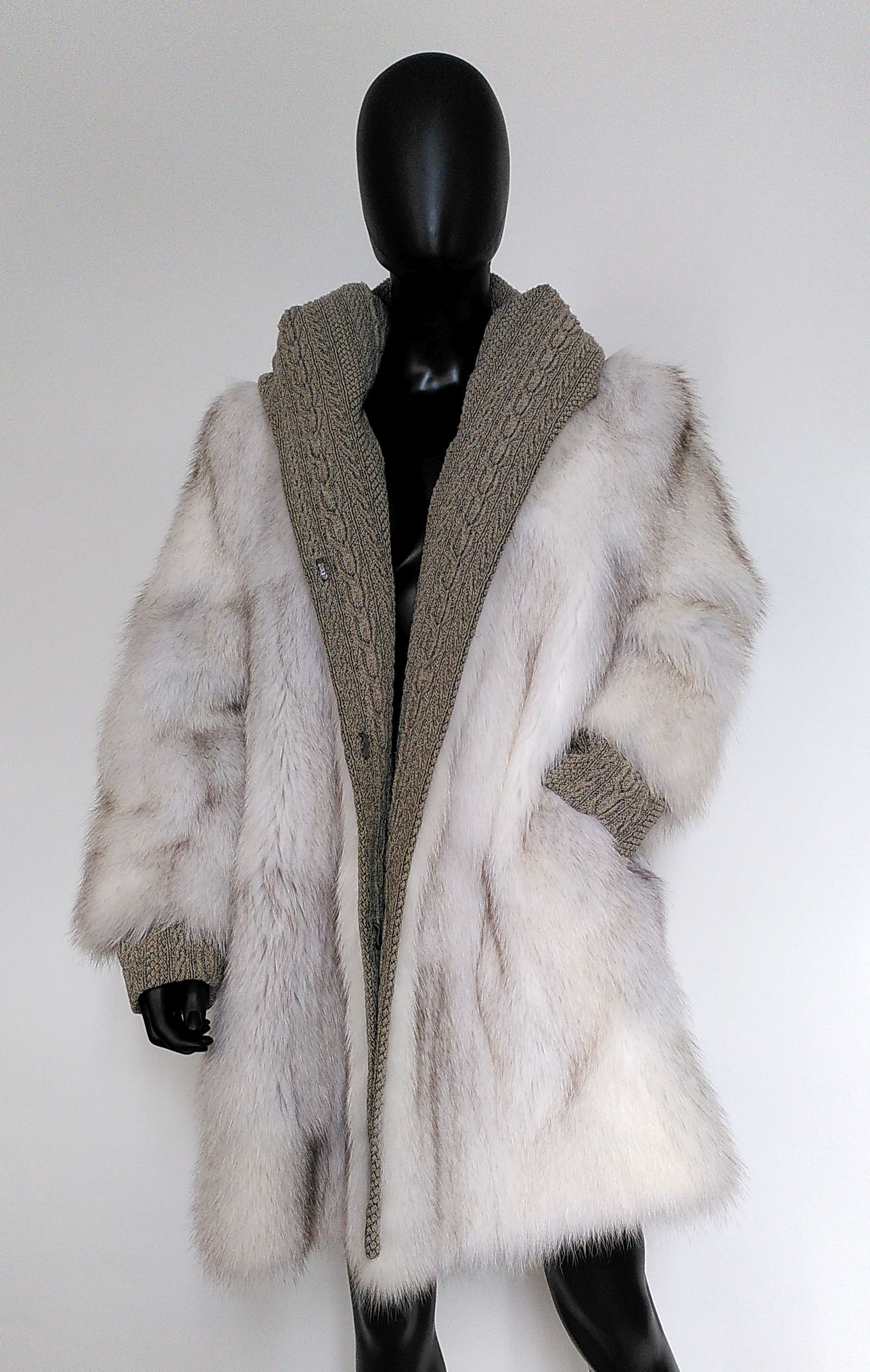
Blaufuchsmantel mit Strickstoff (Stephanie Metz, 2001)

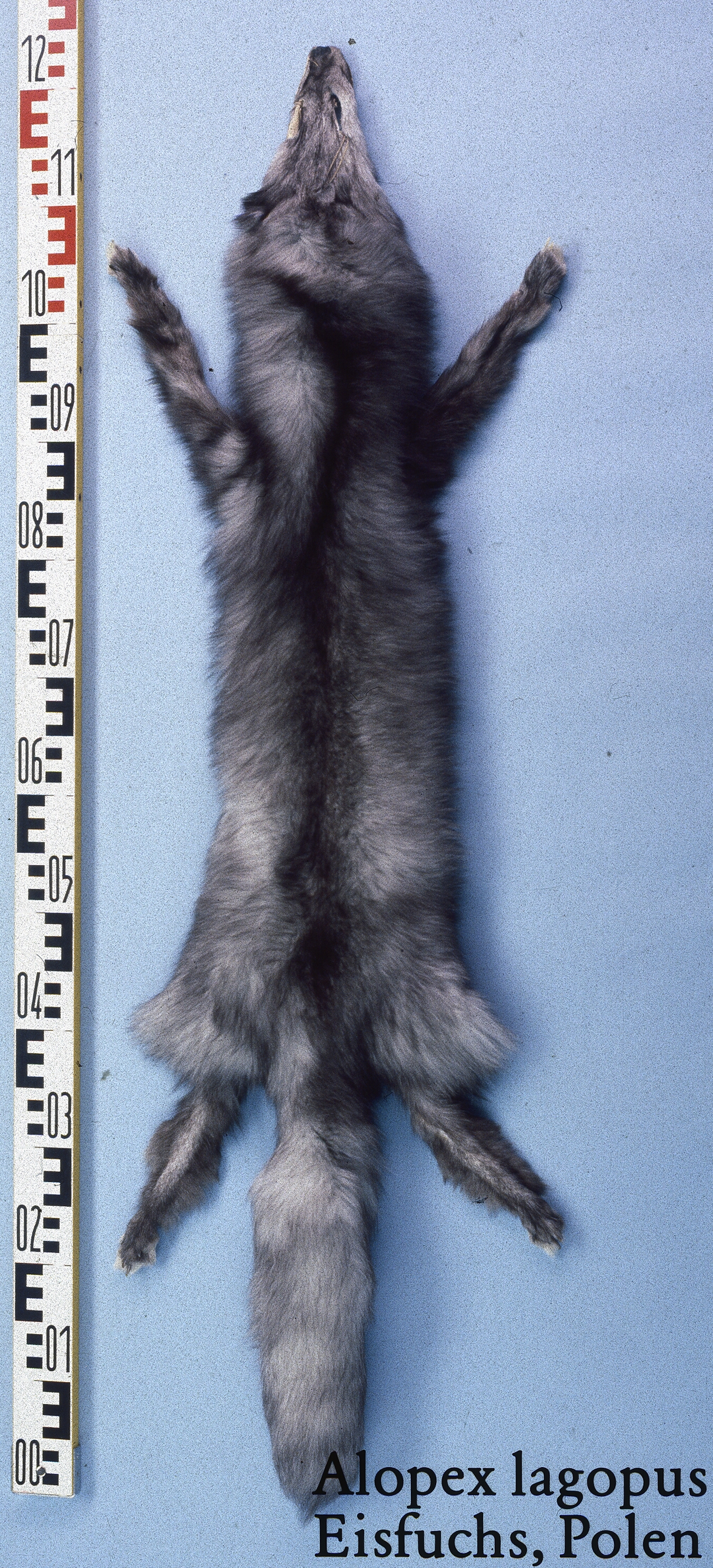
Blaufuchsfell, polnische Zucht

Als Blaufuchsfell wird das Fell des Polarfuchses (im Farbschlag Blaufuchs) bezeichnet. Der andere der beiden zoologischen Farbschläge wird Weißfuchs genannt, dessen Fell (das Polarfuchsfell), ebenfalls eine Pelz-Handelsware darstellt.
Der Blaufuchs, ein Weißfuchs-Farbschlag, gilt als wertvoller als das verfilztere und kleinere Fell des Weißfuchses. Fast weiße Blaufüchse mit nur leicht angedeuteter dunklerer Fellmitte werden als Shadowfuchs gehandelt; reinweiße Felle gegenüber dem Endverbraucher meist, wie das des Polarfuchses, als Weißfuchs.
In der Fachsprache der Rauchwarenbranche werden die dunklen, blaustichigen Winterfelle aller Fellarten als „blau“ bezeichnet, nicht nur die der „Blau“füchse, im Gegensatz zu „rot“, den eher helleren und deshalb meist weniger geschätzten Farbvarianten der gleichen Fellart.
Der Pelzhandel zählt das Blaufuchsfell zu den so genannten Edelfuchsfellen, wie das Silberfuchsfell, das Polarfuchsfell und das Kreuzfuchsfell.
Die wildlebenden europäischen Populationen des Blau- und des Polarfuchses sind nach der Bundesartenschutzverordnung streng geschützt.

## Fell
Die Felle aus Wildfängen sind etwa 50 bis 65 cm lang, der Schweif 25 bis 35 cm, die Felle männlicher Tiere sind nur wenig größer als die der weiblichen. Felle aus Zuchten sind erheblich größer.
Das lange und sehr seidige Haar variiert von blaubraun und hellstem „café au lait“ bis hellblaugrau und tief dunkelbraun, mitunter fast schwarz mit Schattierungen nach rostrot und lehmigschmutzig, teilweise mit Silberhaar. Das Sommerfell ist dunkelschwarzbraun und meist etwas bräunlicher als das Winterfell.
Der Haarwechsel beginnt häufig gegen Ende der Ranz, am Fell trächtiger Fähen ist er besonders deutlich sichtbar. Die ersten Haare fallen an den Schultern aus. Im August beginnt sich das Winterfell zu bilden.
Das Fell junger Blau- und Weißfüchse aus freier Wildbahn ist anfangs völlig dunkel; die russischen Pelzjäger nennen diese Altersstufe Nornik („Höhlenbewohner“). Die späten Sommerfelle sind an den Seiten, der Bauchpartie und an den Läufen heller, während der dunkelgraue Farbton auf Nacken, Schultern und Rücken bleibt, wo er eine kreuzähnliche Zeichnung ergibt. Diese Felle werden als Krestowatik („Kreuzträger“) bezeichnet.
1960 traten in Polen in Einzelfällen erstmals auch von Geburt an weiße Tiere auf, deren systematische Zucht weiter verfolgt wurde. Auch in Norwegen sollen solche Tiere vorgekommen sein. Bei den in Polen aufgetretenen weißen Jungfüchsen handelte es sich wahrscheinlich um zwei genetisch verschiedene Mutationen. Bereits nach einigen Tagen waren zwei Mutationen leicht zu unterscheiden, die einen blieben reinweiß, die anderen hatten die charakteristische Zeichnung und Farbe des Platinfuchses.
Zuchtblaufüchse weisen einen völlig anderen Haaraufbau auf als ihre wilden Vorfahren. Das Wollvlies ist dünner, die Haarstärke beträchtlicher. Auch farblich zeigt sich ein verändertes Bild. Das Grundhaar ist praktisch weiß und nur im unteren Bereich grau angetönt. Die Grannenenden zeigen mehr oder weniger bläulichbraune Färbung.
Die Herkommen aus Wildfängen werden vom Handel unterschieden in
Russland-Sibirien: Mittelgroß, mittelrauch; sehr seidig. Hellfarbig, teils gesilbert. Etwa gleich dem Grönlandtyp.
Arctic (Arc): Aus Nordkanada und Westgrönland. Mittelgroß, seidig und bei heller und dunkler Farbe mitunter auch silbrig.
Isländer: Klein, hellgrau, teils wollig, fast milchiges, bläulichgrau erscheinendes Unterhaar. Rücken und Schweif oft mit weißen Grannen durchmischt. Island liefert die schwächeren, Grönland die kräftigeren Qualitäten.
Grönländer: Fast violettschimmernd, licht mit hellem seidigen Grannenhaar. Silberung oft markant. Üppig behaarte Wamme.
Alaska: Herkommen Hudson Bay und Labrador (Alaskatyp) sind groß, sehr rauch (vollhaarig) und seidig. Dunkel und wenig gesilbert. Die Alaskasorten sind größer, aber etwas gröber und wolliger im Haar, jedoch blau.
Der Haltbarkeitskoeffizient für Edelfuchsfelle wird mit 50 bis 60 Prozent angegeben. Bei einer Einteilung der Pelztiere in die Feinheitsklassen seidig, fein, mittelfein, gröber und hart wird das Blaufuchshaar als fein eingestuft.
In den Handel kommen nur die Winterfelle, sowohl vom Blau- wie auch vom Weißfuchs. Jagd und Fang von Jungtieren im Sommerkleid sind verboten. Allgemeine Jagd- und Fangverbote für Polarfüchse bestehen in Schweden seit 1928, in Norwegen und Finnland seit 1930.

## Geschichte, Handel, Zucht

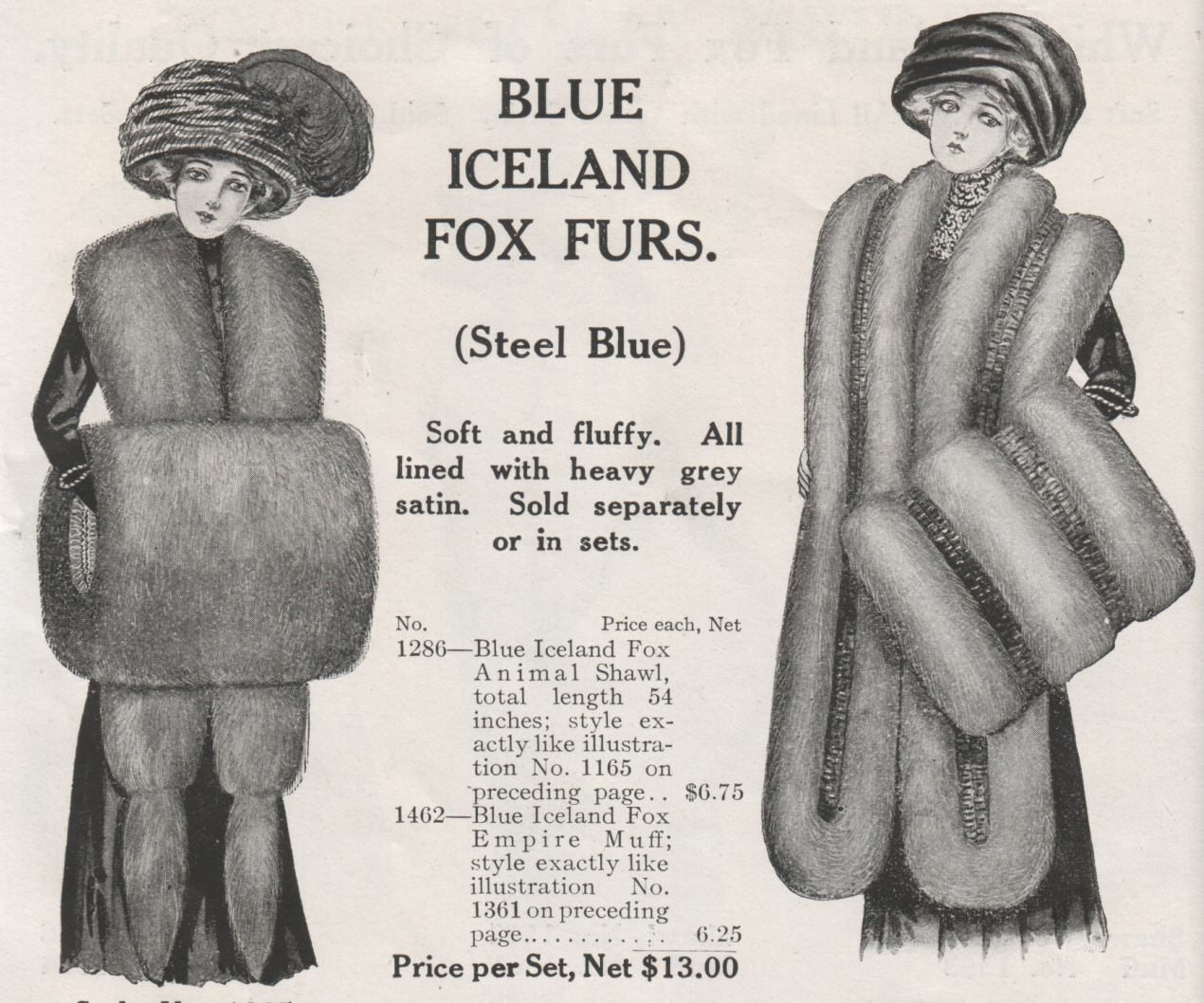
Üppige Blaufuchsschals und Muffe. Aus einem amerikanischen Prospekt aus dem Jahr 1910.

Dem Pelzhändler Stepan Glotow war es 1759 gelungen, über die Inseln Unalaska und Umnak die Küste von Alaska zu erreichen. Bald schon folgten andere, um den märchenhaften Pelzreichtum, der den Sibiriens bei weitem übertraf, auszubeuten. Der bedeutendste Nutznießer war der Kaufmann Gregor Schelechow aus Ochotsk. Bereits von seinem ersten Besuch brachte er neben 17 Tonnen Walrosszähnen, 8 Tonnen Fischleim, 2000 Biberfellen, 4000 Seeotterfellen auch 6000 Blaufuchsfelle mit.
Die Gattin Heinrichs II. von Frankreich, Katharina de Medici (* 13. April 1519; † 5. Januar 1589), besaß während der Höchstpreisphase des Blaufuchspelzes einen sehr kostbaren, aufwendig blaufuchsverbrämten Mantel. Das Blaufuchsfell galt schon immer wertvoller als das Fell des Weißfuchses, lediglich etwa in den 1920er Jahren erlebte auch der Weißfuchs eine Blütezeit als glamouröses Kleidungsstück. In manchen Gegenden führte die bevorzugte Bejagung des Blaufuchses dazu, dass sich das ehemalige natürliche Gleichgewicht zugunsten der Weißfüchse verschob. Auf der Beringinsel wurden um 1742 fast nur Blaufüchse erbeutet, die „bis auf einen kümmerlichen Rest“ vernichtet wurden, die Weißfüchse blieben fast unbehelligt (nach Steller). Gleiche Verschiebungen durch diese gezielte Jagd lässt sich auch für das sibirische Eismeergebiet feststellen. Eines der vom Polarfuchs bestbesiedelten Gebiete ist die Westküste Grönlands. Früher kamen hier in einem Fang auf 10 Blaufüchse 7 Weißfüchse. 1961 hieß es: „Seit einiger Zeit lautet das Verhältnis jedoch 5 : 5. An der Ostküste überwiegt der Weißfuchs von jeher. Fangergebnis 2 Blaufüchse zu 10 Weißfüchsen“.

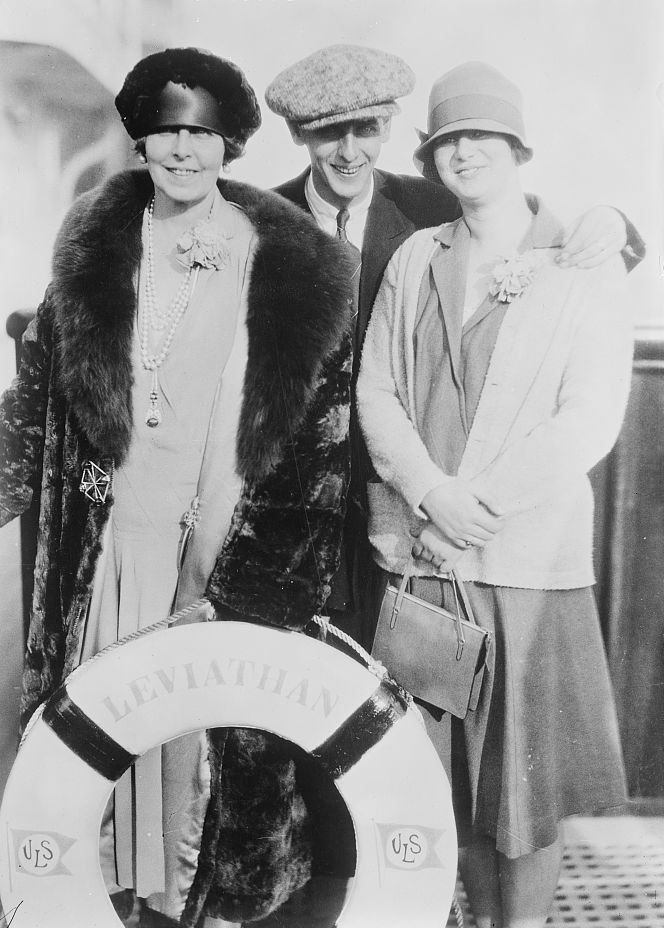
Marie von Edinburgh, Königin von Rumänien (* 29. Oktober 1875; † 18. Juli 1938) im Maulwurfmantel mit Blaufuchs-Schalkragen

Das russische arktische Institut beobachtete auf den Kommandeurinseln, dass etwa alle vier Jahre „Große“ Blaufuchsjahre mit ungewöhnlichen Mengen von Tieren auftreten. 1858 verfügte ein russischer Erlass die Tötung aller Weißfüchse bei gleichzeitiger Einschränkung der Jagd auf den Blaufuchs.
Das erste besondere wirtschaftliche Interesse am Blaufuchsfell zeigte sich, als 1835 Russen Blaufüchse nach der Aleuteninsel Kiska, nach Amilia Island und in das Kaskadengebirge brachten, um sie sich dort, anfangs freilaufend, weiterentwickeln zu lassen. 1885 begann dann durch die Semidi Propagation Co. von Kodiak die Farmzucht mit zehn Pärchen wild auf den Pribilof-Inseln lebender Tiere, die zur Zucht auf die Insel Chowiet, das spätere South Semidi, vor Alaska gebracht wurden. Das Unternehmen selbst hatte keinen finanziellen Erfolg, dadurch dass die Gesellschaft auch andere Inseln mit Zuchttieren versorgte, legte sie jedoch den Grundstock für die Blaufuchszucht in Alaska. Der eigentlich Aufschwung begann 1916, nach der durch den Ersten Weltkrieg zeitweilig verursachten verringerten Nachfrage.
Emil Brass berichtet 1911 über Blaufüchse unter anderem auf den Pribilof-Inseln St. Paul und St. George. Die dort freilaufend gehaltenen, heimischen Füchse sind „groß und gut in Farbe. Die Tiere werden dort sachgemäß gezüchtet und nur die besten Exemplare zur Zucht zugelassen… Es ist dadurch gelungen, die Rasse wesentlich zu verbessern, so dass die Felle einen guten Preis holen. Etwa 500 Stück jährlich werden jetzt dort getötet. Auch auf verschiedenen anderen Inseln an der Küste von Alaska werden Blaufüchse in sogenannten Fuchsfarmen jetzt gezüchtet, wozu das Land von der Regierung zu einem ganz nominellen Betrage gepachtet wird. Diese Unternehmungen bezahlen sich sehr gut. Es kommen jährlich jetzt etwa 3 bis 4000 Blaufüchse von der Küste Alaskas in den Handel nach London, voraussichtlich wird sich diese Zahl aber bald erheblich vergrössern. Auch aus dem nördlichen Sibirien kommen Blaufüchse von guter Qualität und Farbe, grosse Felle, die aber etwas matt in Farbe sind. Die genaue Zahl habe ich nicht feststellen können, es dürften aber nicht mehr als einige Tausend Stück jährlich sein. Die von der Polargegend nach Seattle und San Francisco kommenden Felle bleiben fast alle im Lande. Der Wert eines Blaufuchses ist je nach Qualität 60 bis 200 Mk. per Stück“.
1926 waren es sechs Gruppen von Alaska-Inseln, auf denen Blaufüchse gezüchtet wurden. Die erste Gruppe wurde von den südöstlich von Alaska gelegenen Inseln oder dem Alexanderarchipel gebildet; die zweite Gruppe befand sich auf Prinz-William-Sund, die dritte in dem Lower Cook Inlet, die vierte im Kodiak-Afognak-Distrikt, die fünfte auf der Halbinsel Alaska selbst und die sechste auf den Aleuteninseln. Zu der Zeit zeichnete sich jedoch bereits ab, dass eine Gehegehaltung wahrscheinlich weniger verlustreich ist als die Inselzucht. Unter anderem gingen den Züchtern Füchse nicht nur durch Greifvögel verloren, sondern es zeigte sich, dass die Füchse gute Schwimmer sind und auf nahegelegene Inseln oder das Festland verschwanden.
1801 schreibt Buse über die Blaufüchse: „Ihre Seltenheit macht sie schätzbar. Ihr Haar spiegelt einen schönen Glanz.“ Und über Gebrauch und Wert: „…Mit Weißen füttert man die ungarischen Pelze. … Aus Blauen macht man Pelze und Aufschläge für die Damen. Sie werden ihres hohen Preises wegen nur von reichen und vornehmen Leuten gebraucht … Der Zeitwert dieser Felle ist 10 bis 25 Thaler per Stück.“
In Teilen des nördlichen Amerikas bildeten Blaufuchsfelle noch um 1900 „geradezu eine Art von Tauschgeld mit den eingeborenen Eskimos“. Im grönländischen Thule trugen die Inuitfrauen noch in den 1920er Jahren Ganzkörperpelze aus Blaufuchs, die aus 14 Fellen gearbeitet waren und den „beachtlichen“ damaligen Wert von 7000 dänischen Kronen darstellten.
Fast gleichzeitig mit den Silberfüchsen begann man auch Blaufüchse zu züchten (1890er Jahre), doch erreichte die Zucht bis zum Zweiten Weltkrieg nicht das gleiche Ausmaß. Die italienische Modeautorin Irene Brin erinnert sich im Zusammenhang mit dem Auftreten Marlene Dietrichs an der Bar in Colony, gekleidet in den ersten Rotfuchsmantel, der öffentlich wahrgenommen wurde: „Es ist erst einige Jahre her, als 1932 die Leute anfingen, helle Füchse zu tragen, die im Frühjahr die traditionellen Maulwurfstolen, die Baummarderkolliers oder die Krawatten aus Steinmarder ersetzten: und jetzt will jeder zwei ganze Füchse mit den Schnauzen nebeneinander und zusammengebundenen Pfoten haben, während die Damen mit größeren Ambitionen ihren ersten Silberfuchskragen einweihen.“
Die Blaufuchszucht entwickelte sich sehr langsam, die relativ starken Anlieferungen aus der freien Wildbahn hielten den Fellpreis niedrig, auch erwies sich die Zucht trotz größerer Würfe schwieriger als die des Silberfuchses.
Die Felle kommen heute hauptsächlich aus Skandinavien, Polen, der ehemaligen Sowjetunion und Nordamerika.

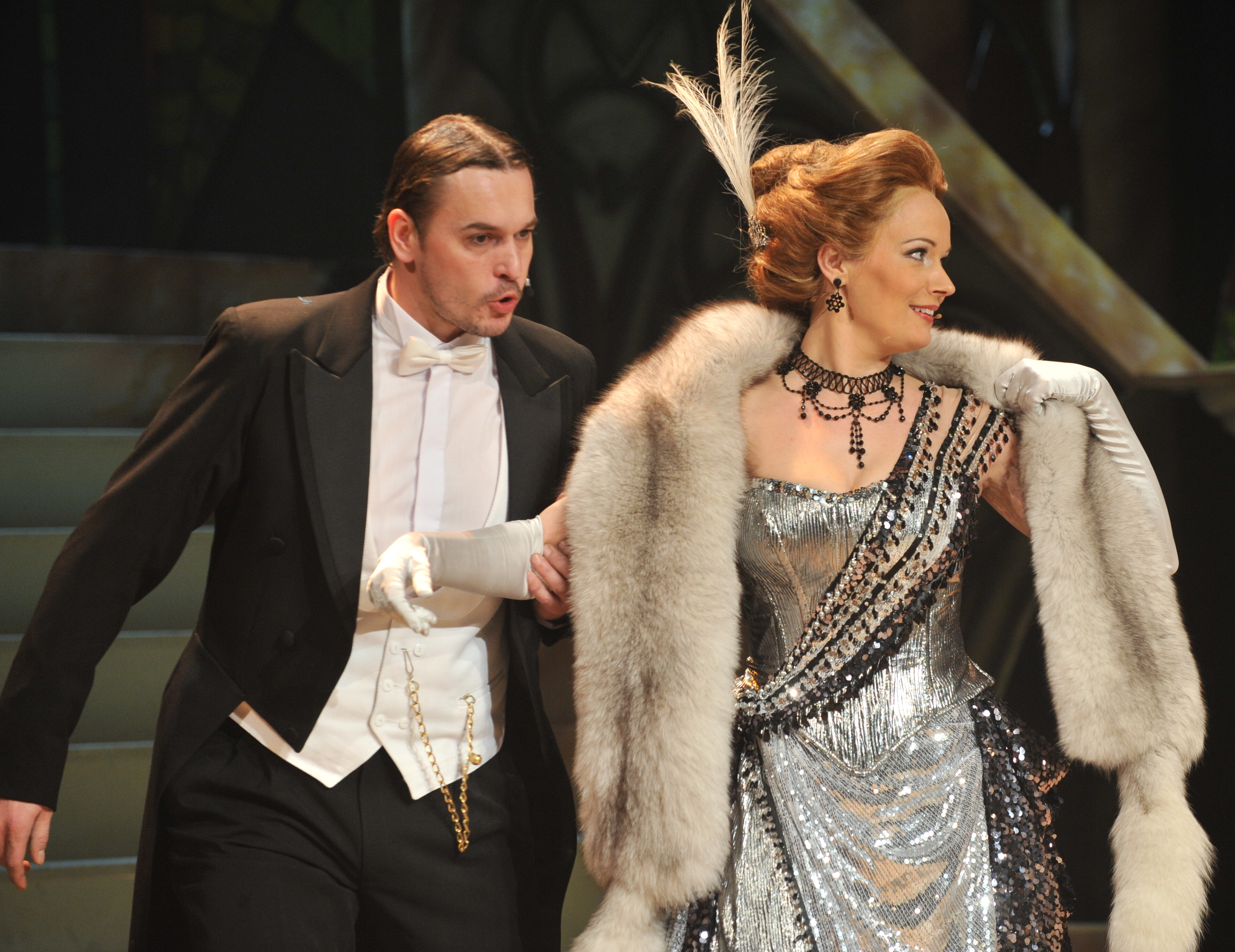
Blaufuchsstola im Musical „Hello Dolly!“ (Tschechien, 2010)

Mit Beginn des Zweiten Weltkriegs 1939/40 kehrte sich die Mode vom Langhaarpelz ab – in Deutschland erst zum Anfang der Währungsreform 1948 – und die Zeit des Persianers und später die des Nerzes begann. Erst seit etwa den 1960er Jahren nahm die Blaufuchszucht wieder zu.
Wie bei anderen Fellarten auch hat sich die Geschmacksrichtung beim Blaufuchspelz im Laufe der Jahre verändert. Vor 1940 verlangte man noch nach besonders dunklen, fachsprachlich blauen, Füchsen. 1970 beschreibt Fritz Schmidt den neuen Fuchstyp: „Ein Fuchs, der vom Kopf bis zum Schwanzende mit weichen und reinfarbigen Grannenhaaren, die bis zur gewünschten Kontrastwirkung wegen eine schwarze Schwanzspitze aufweisen müssen, gut gedeckt ist. Seine Farbe reicht bei einer weißen oder stark blaugetönten Unterwolle vom ganz hellen bis zum tiefdunklen Blau bzw. Blaugrau, und eine zumeist stark ausgebreitete Silberung vervollständigt den weichen, seidigen Charakter dieses Felles.“ Diesen Vorstellungen kam der grönländische Typ am nächsten, eine zielbewusste Kreuzung aus wilden und gezüchteten Tieren zunächst rein grönländischer Herkunft. Vom Island-Fuchs stammt das reine Silber, vom Spitzbergen-Fuchs das reichliche kurze, glatte und weiche Deckhaar sowie die dichte kräftige Unterwolle und vom Jan-Mayen-Fuchs die klare blaue Farbe. Außerdem war durch beständige Zuchtauslese die Körperlänge inzwischen 15 bis 20 Zentimeter größer.
In Amerika wird meist der Alaskatyp gezüchtet, in Norwegen und Finnland ein sehr heller Blaufuchstyp, in Schweden der Alaska- und Grönlandtyp (Stand 1988). Blaufüchse aus Norwegen werden seit 2017 unter der Bezeichnung Norwegian Blue Fox als eigener Fuchstyp gehandelt. Sie entstammen einer Kreuzung aus Alaska-Blaufuchs und Arctic-Blaufuchs. Kennzeichnend für den Typ ist ein kurzes, blaues und schwarzspitziges Oberhaar mit deutlichem Kontrast zur dichten und kurzen Unterwolle, die ziemlich hellfarbig ist, am Grund leicht blau schattiert.
Qualitativ sehr gute und große Blaufuchsfelle kommen aus Polen, sie sind ähnlich den guten norwegischen Qualitäten. Durch die oft besonders dichte Granne eignen sie sich gut zum Färben. 1988 bestand das Angebot aus je einem Drittel Felle der Größen Extra Große, Große und Mittelgroße beziehungsweise Kleine. Die hauptsächlichen Farben waren Pale, Medium, Dark und Extra Dark. Vergleichsweise mit anderen Zuchten gab es nur wenig Untersorten.

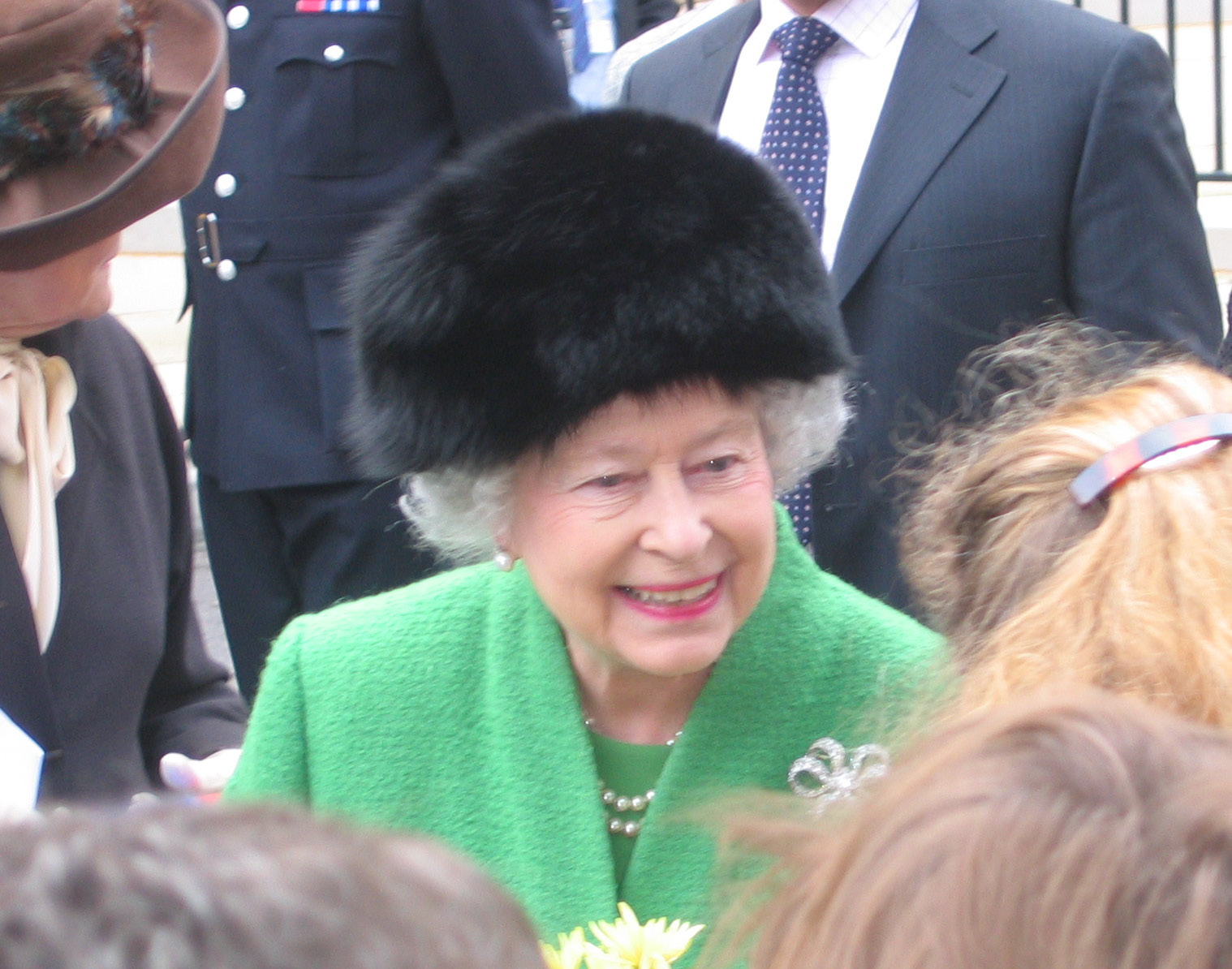
Königin Elisabeth II. mit Kappe aus gefärbtem Blaufuchs (2005)

| Polnische und Skandinavische                                                                                    | Russische                  | Isländer und Grönländer                                                      |
| --- | -------------------------- | ---------------------------------------------------------------------------- |
| Größen: |                            |                                                                              |
| 00 = über 106 cm                                                                                                | 0 = über 80 cm             | 1 = mehr als 85 cm                                                           |
| 0 = 97–106 cm                                                                                                   | 1 = 79–79,9 cm             | 2 = 75–85 cm                                                                 |
| 1 = 88–97 cm | 2 = unter 75 cm            | 3 = 65–75 cm                                                                 |
| 2 = 79–88 cm |                            | 4 = unter 65 cm                                                              |
| 3 = 70–79 cm |                            |                                                                              |
| 4 = unter 70 cm                                                                                                 |                            |                                                                              |
| Sorten: |                            |                                                                              |
| A1, A2, A3 B1, B2, B3 C1, C2, C3 selected, damaged und nur für polnische: Syrena 1 und 2 (als Sonderqualitäten) | I, II, III, IV damaged     |                                                                              |
| Farben: |                            |                                                                              |
| exexdark, ex dark, medium Pale, expale                                                                          | Dark, medium, pale, expale | Light silvery, medium silvery, dark silvery, light medium, dark, pale, mixed |
| Die Rückenmitte (der Grotzen) bildet dabei jeweils die dunkelste Zone.                                          |                            |                                                                              |

## Veredlung

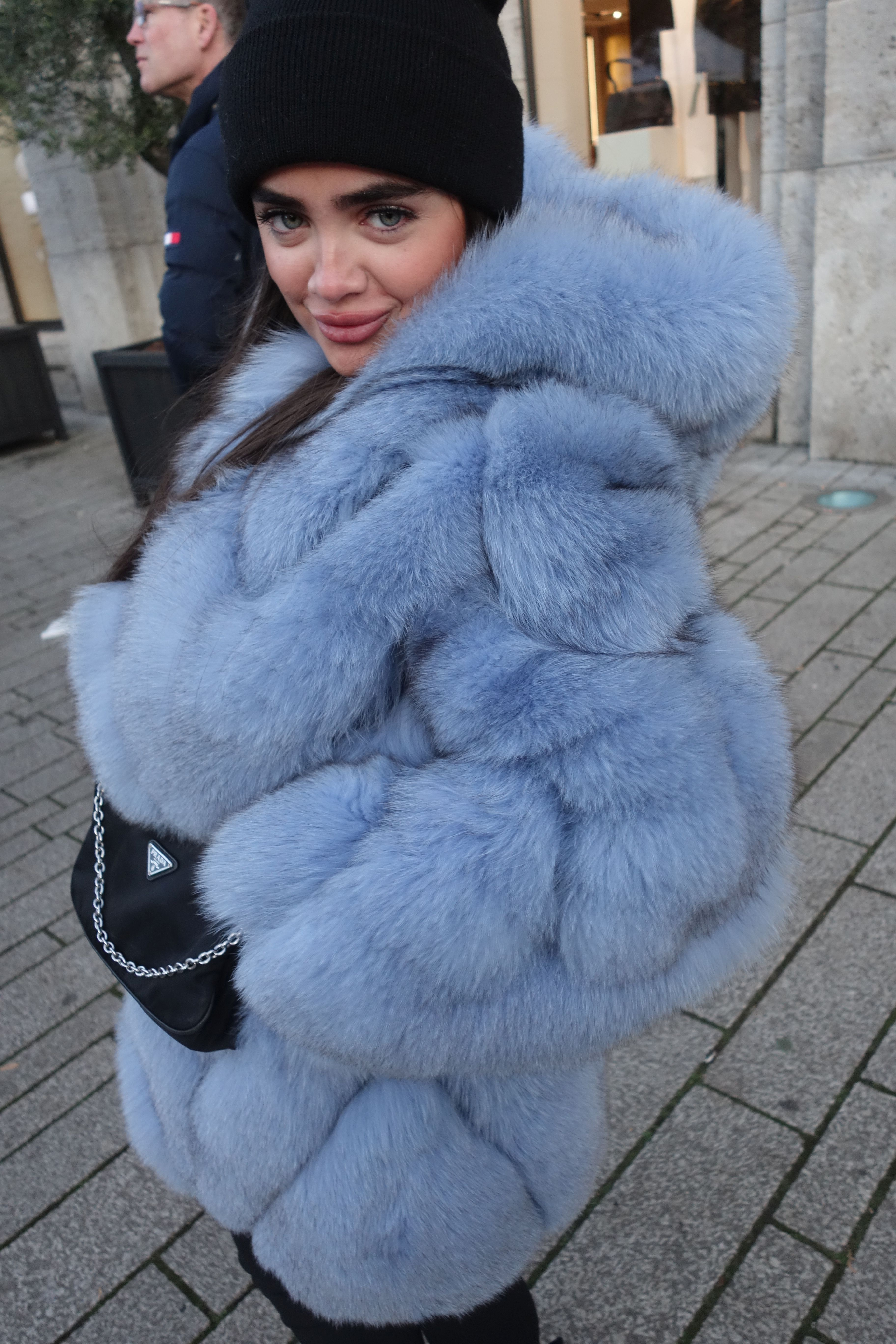
Mantel aus gefärbtem Blaufuchsfell (2024)

Wie bei anderen Füchsen erfolgt die Zurichtung beim rund abgezogenen, nicht aufgeschnittenen Fell.
Neben der naturfarbenen Verwertung eignet sich das Blaufuchsfell aufgrund seiner hellen Farbe, bis hin zu weiß, und der ebenmäßigen Fellfläche ideal zum Einfärben in alle Modefarben, hauptsächlich für die Textilindustrie in den jeweiligen Stofffarben der Saison. Unifärbungen in naturähnlichen Tönen sowie alle Phantasienuancen bis schwarz werden je nach Wunsch hergestellt. Doppelfärbungen auf Bleibasis ermöglichen Farbspiele zwischen Ober- und Unterhaar. Für Farbtöne des mittleren Bereichs durch Metallkomplexfarbstoffe wird die dafür benötigte Hitzebeständigkeit durch eine Chromierung des Leders erzeugt. Dunkle Nuancen lassen sich mit Oxydationsfarbstoffen gut deckend herstellen, als Basis dient meist eine Chromkalibeize. Pastellige Abweichungen werden aus Echtheitsgründen mit Säurefarbstoffen aus der Alizarinreihe erzeugt.
Das Bläuen, auch Weißfärben genannt, sollte nur in beschränkten Rahmen vorgenommen werden. Bei starker Lichteinwirkung, besonders im Hochgebirge, verblassen beziehungsweise vergilben die Haare relativ schnell und stehen dann zu der Originaltönung der nicht mit dem Licht in Kontakt gekommenen Bekleidungsteile in unschönem Kontrast. Völlig naturbelassene Ware verhält sich bei Sonneneinstrahlung erheblich weniger empfindlich.
Blaufuchsähnliche Veredlungen gab es auf Rotfuchs-, Weißfuchs-, Amerikanisch Opossumfell, Hasen-, Kanin-, Flughörnchen- und Luchsfellen.

## Verarbeitung

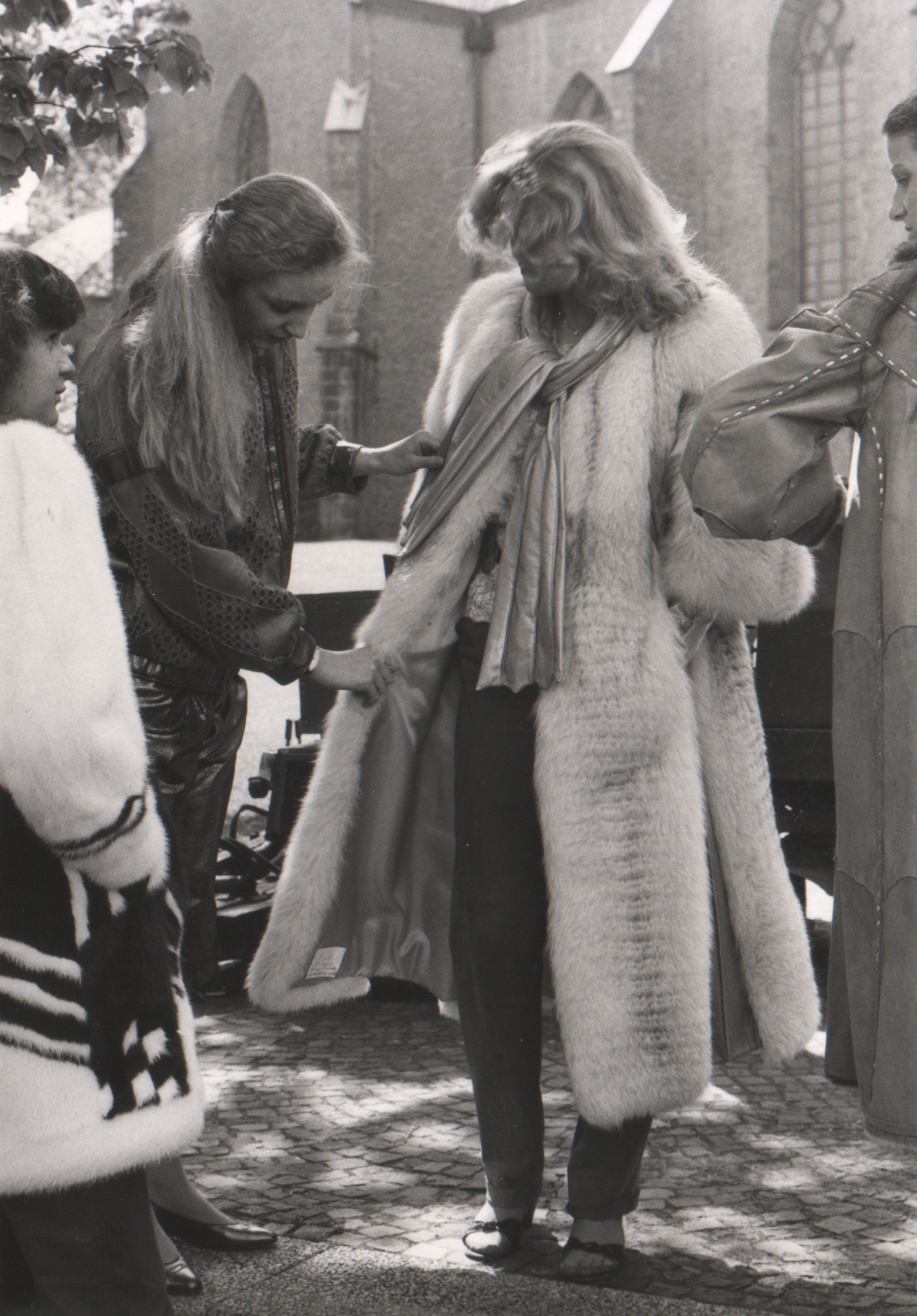
„Silverluchs“-gefärbter Blaufuchsmantel, Mix mit zweiter Fellart, mit metallic Nappaleder (1980)

Die Verarbeitung unterscheidet sich nicht wesentlich von der anderer Edelfuchsarten, siehe dazu vor allem die Verarbeitung und Verwendung von Silberfuchsfell und von Polarfuchsfell, für die Herstellung der einmal so beliebten Pelzschals in Tierform Das Arbeiten eines Rotfuchskolliers.
Blaufuchsfelle werden zu allen Arten von Pelzbekleidung verarbeitet, schon immer hauptsächlich für Besätze, Verbrämungen, Schals, Muffe und Pelzkolliers. Die Felle werden in Westeuropa immer noch hauptsächlich für Besätze auf Stoffkonfektion und Kleinteile genutzt, bis etwa in die 1970er Jahre häufiger, heute noch vereinzelt, für Mäntel und Jacken, seit Einführung der Pelznähmaschine vor 1900 oft auch in der fellsparenden Galoniertechnik.
Mit dem so genannten Auslassen können Felle in der Form beliebig verändert werden. Hierbei werden durch schmale V- bzw. A-förmige Schnitte die Felle auf Kosten der Breite in jede gewünschte Länge, bis hin zum bodenlangen Abendmantel, gebracht.
In Zeiten, in denen geschorene und gerupfte Pelze aktuell waren, wurden ohne größeren kommerziellen Erfolg auch immer wieder Füchse auf diese Optik hin geschoren. Wie bei anderen Pelzarten werden geschorene Fuchsfelle heute meist mit dem Namenszusatz „Samt“ oder „Soft“ versehen, also Samtfuchs oder Softfuchs. Als Schurhöhe wird für Blaufuchs etwa 14 bis 18 Millimeter empfohlen.
Im Jahr 1965 wurde der Fellverbrauch für eine für einen Blaufuchsmantel ausreichende Felltafel aus größeren Fellen mit 14 bis 16 Stück, aus kleineren Fellen mit 17 bis 20 Stück angegeben (sogenanntes Mantel-„Body“). Zugrundegelegt wurde eine Tafel mit einer Länge von 112 Zentimetern und einer durchschnittlichen Breite von 150 Zentimetern und einem zusätzlichen Ärmelteil. Das entspricht etwa einem Fellmaterial für einen leicht ausgestellten Mantel der Konfektionsgröße 46 des Jahres 2014. Die Höchst- und Mindest-Fellzahlen können sich durch die unterschiedlichen Größen der Geschlechter der Tiere, die Altersstufen sowie deren Herkunft ergeben. Je nach Pelzart wirken sich die drei Faktoren unterschiedlich stark aus.
Wie bei den meisten Fellarten wird auch vom Blaufuchs jedes Fellteil genutzt. Aus den bei der Verarbeitung abfallenden Fellresten werden Fuchsstücken-, Fuchswammen und Fuchspfotentafeln gefertigt. Der Hauptort für die Verwertung der in Europa anfallenden Fellreste ist Kastoria in Griechenland sowie der in der Nähe liegende kleinere Ort Siatista. Diese Halbfertigprodukte werden zum größten Teil wieder exportiert und dann zu Pelzinnenfuttern, Jacken, Mänteln und Besätzen gearbeitet. Aus den Schweifen macht man Kapuzenverbrämungen, auch dienen sie als Anhänger für Schlüsselbunde, Taschen usw., bei entsprechender Mode auch als Boas.

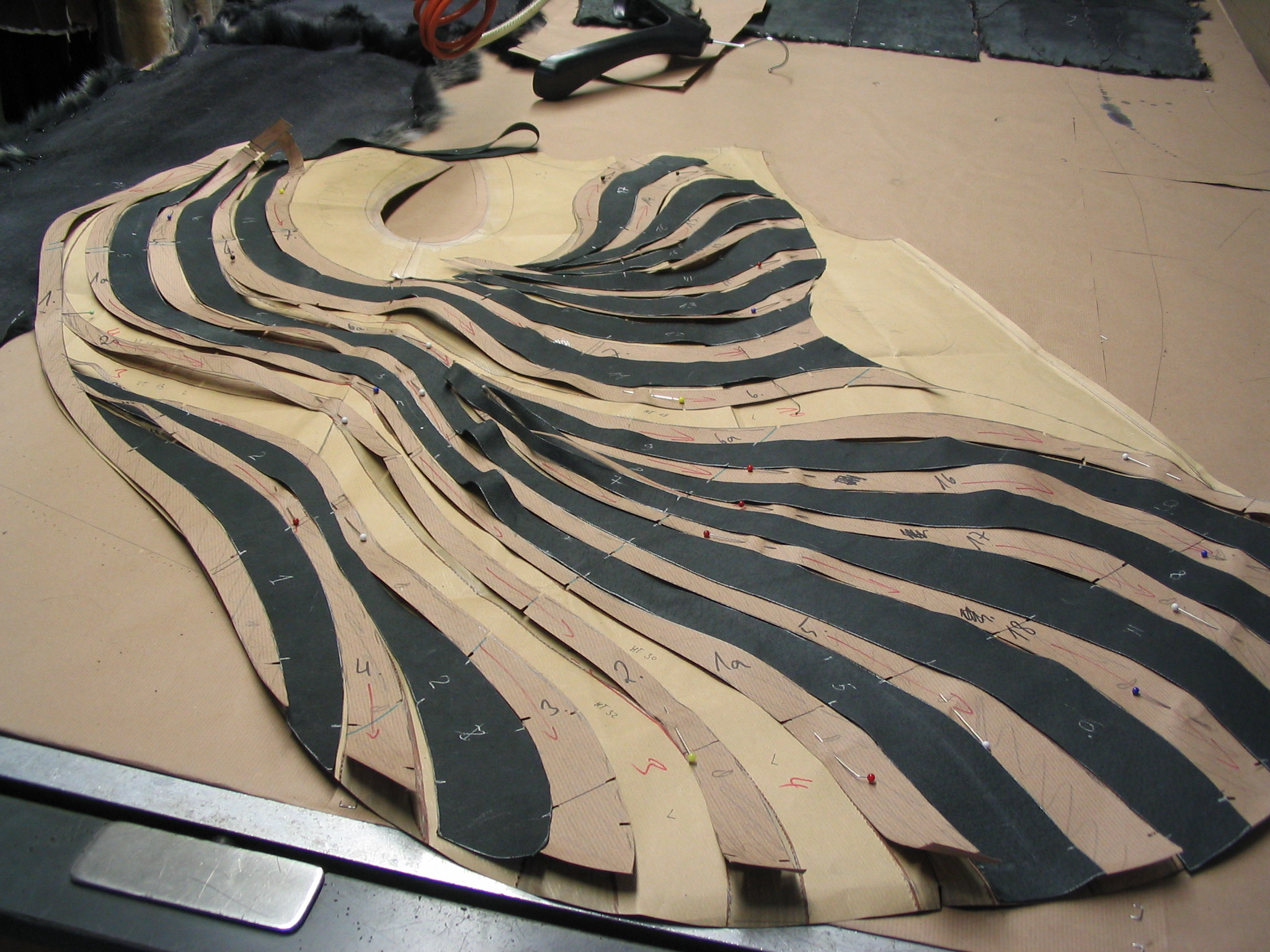
Arbeiten eines Blaufuchs-Kurzmantel
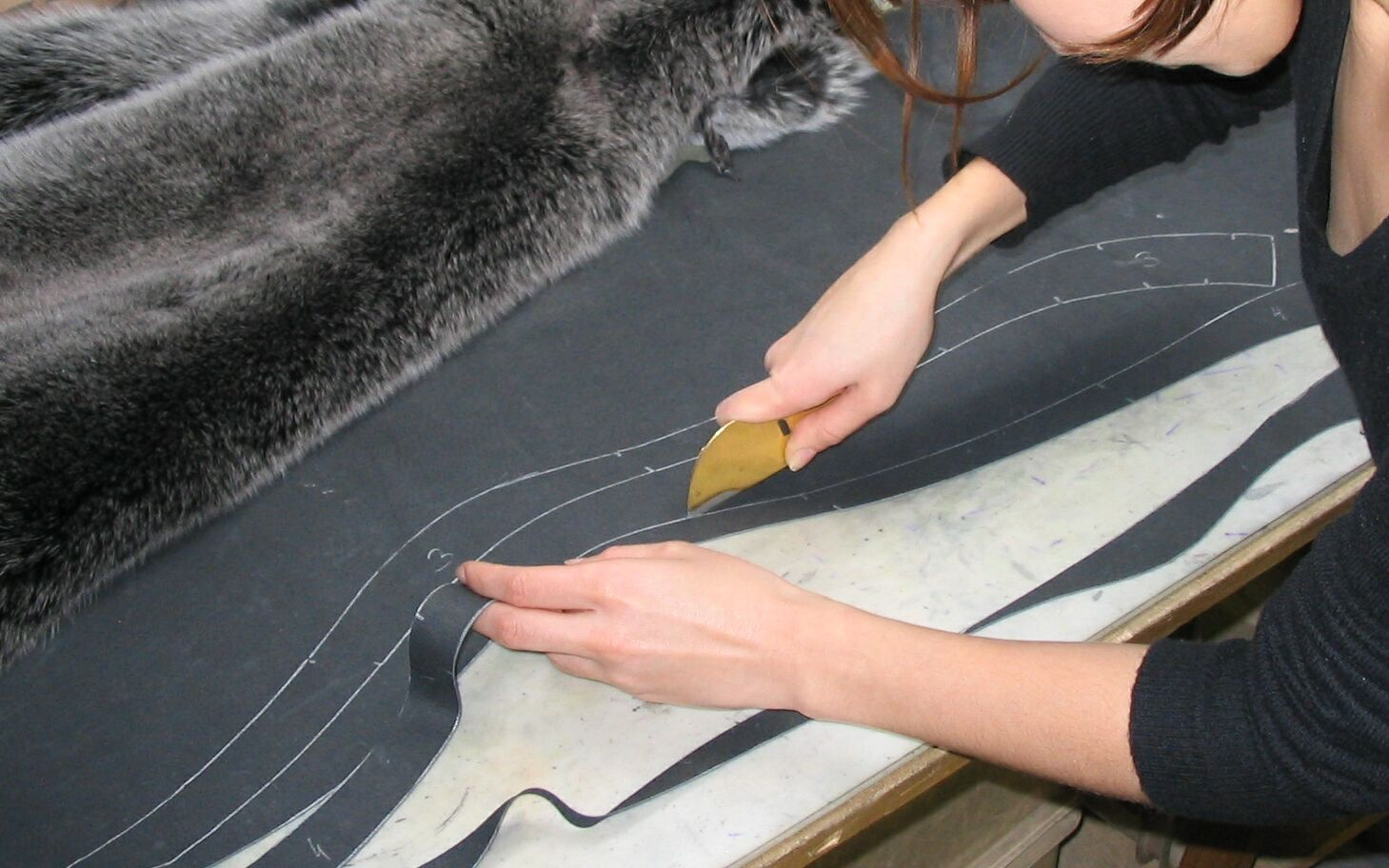
… für einen Designer-Wettbewerb
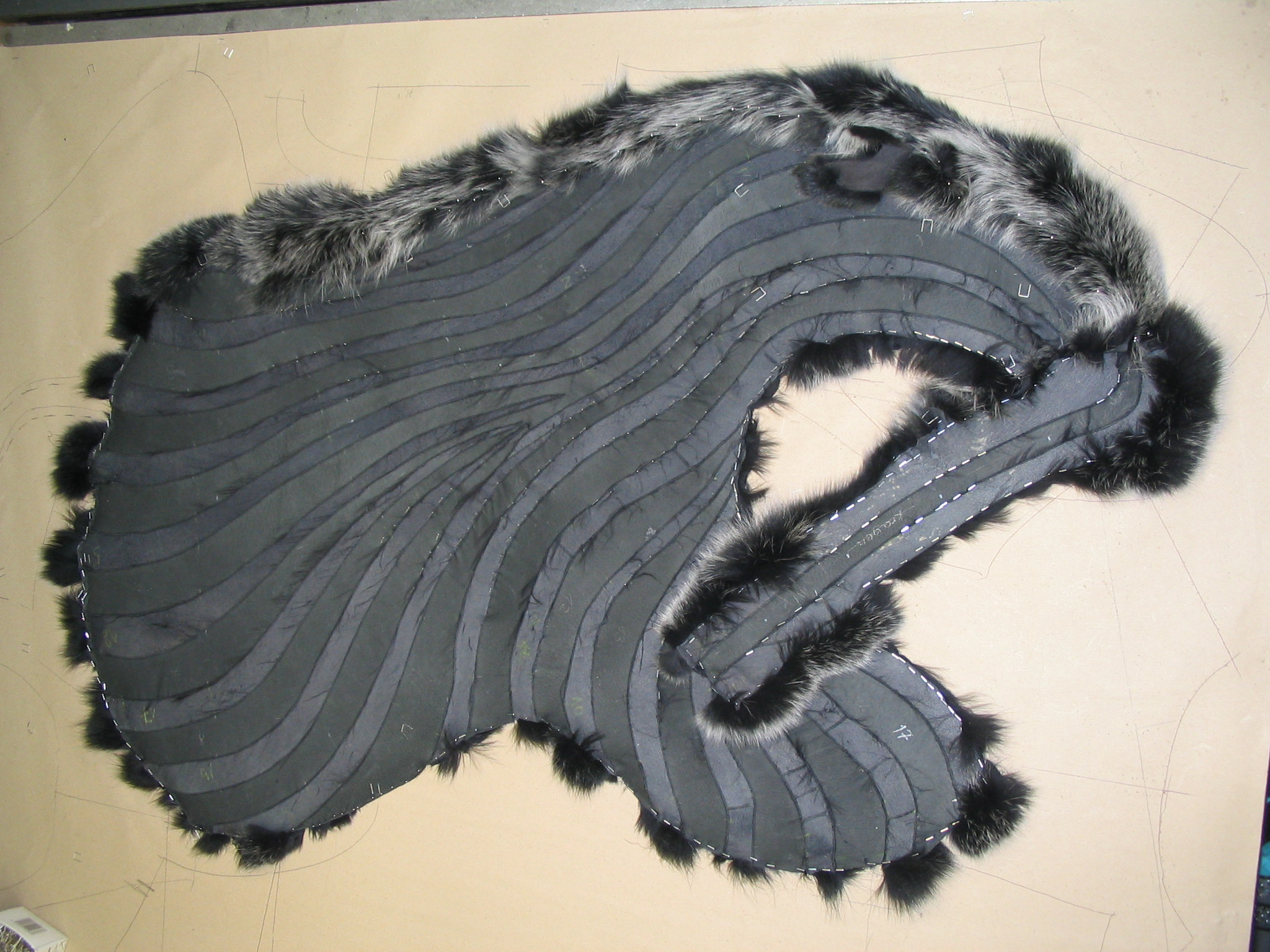
… anlässlich der Pelzmesse 2009 in Mailand:
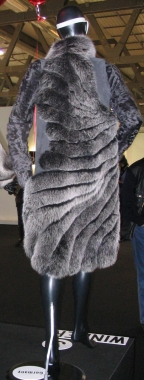
Rückenansicht des galonierten Mantels

## Zahlen

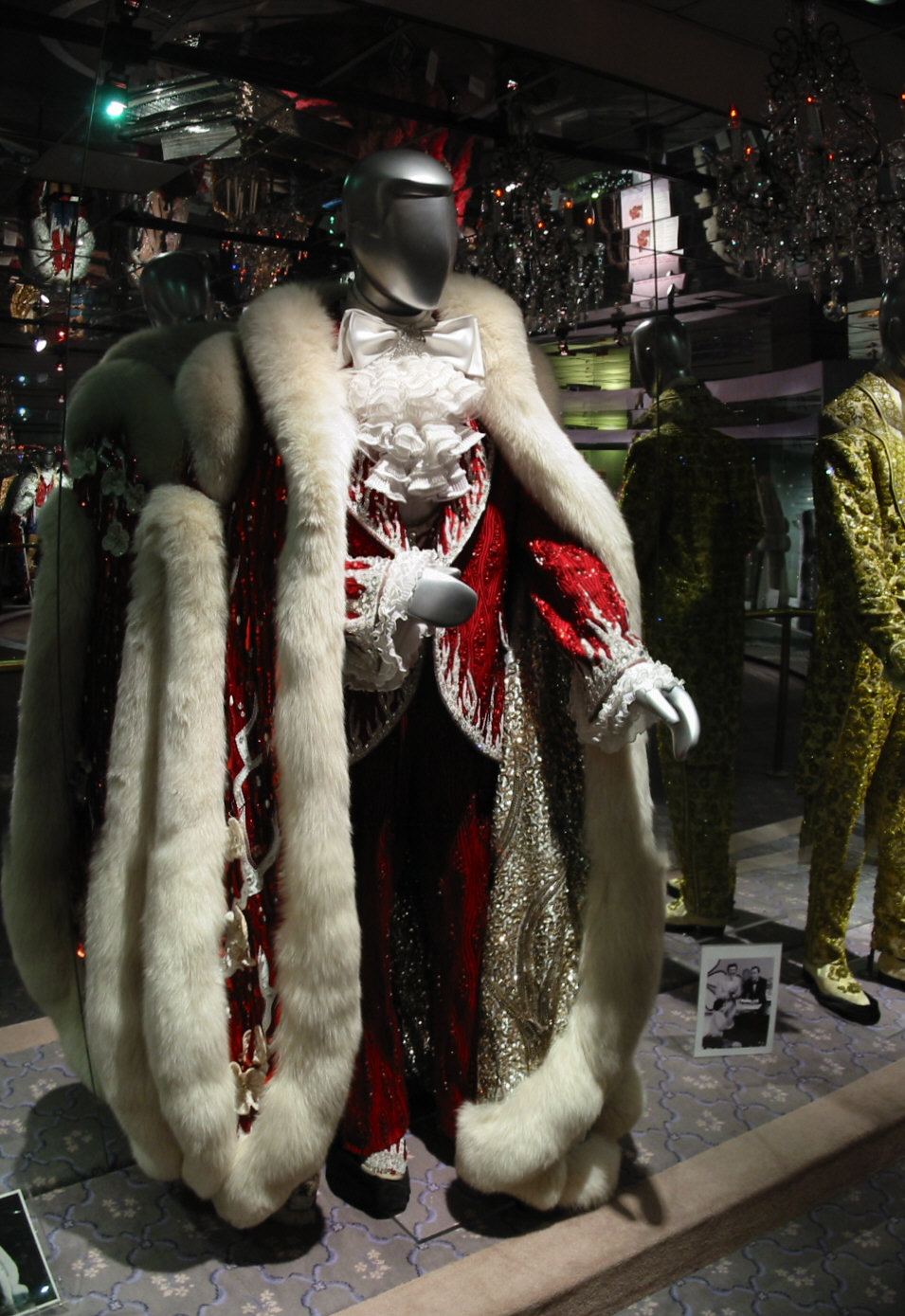
Weihnachtskostüm des amerikanischen Entertainers Liberace (1981)

- 1927 werden in der kanadischen Statistik Blaufuchsfelle erstmals, mit 119 Stück, separat aufgeführt. Sie erzielten einen Durchschnittspreis von 21,18 $. Im nächsten Jahr waren es 208 Stück à 23,60 $.[25]
- 1986 ergaben die Wildfänge bei einem Bestand von etwa 140.000 bis 160.000 Tieren in Nordamerika einen Fellanfall von jährlich 40.000 bis 50.000 Fellen, davon etwa 15.000 aus Kanada. Für die damalige UdSSR waren keine Anfallzahlen bekannt.[5]
- 2007 kamen aus Skandinavien folgende Mengen in den Handel: Blaufuchs 1.214.000 Felle, Blue Shadow/Weißer Blaufuchs 150.500 Felle, Silberblaufuchs (Bluefrost-Fuchs) 475.000 Felle (Quelle: Oslo Fur Auctions).
- Ende November 2015 bot Finland’s Fur Traders unter anderem 80.000 gefrorene, nicht zugerichtete Blaufuchsschweife an, das Stück für 0,60 Euro.[26]

|         | Blaufüchse | Weißfüchse | Quelle                                                          |
| ------- | ---------- | ---------- | --------------------------------------------------------------- |
| 1864    | 6.500      | 85.000     | Heinrich Lomer                                                  |
| 1900    | 20.000     | 90.000     | Paul Larisch / Joseph Schmidt                                   |
| 1910    | 11.000     | 83.000     | Alexander Tuma                                                  |
| 1923/24 | 38.000     | 160.000    | Emil Brass                                                      |
| 1930    | 23.000     | 170.000    | IPA – Internationale Pelzfach-Ausstellung Leipzig               |
| 1950    | 94.000     | 140.000    | Dr. Lübsdorf (In: Das Pelzgewerbe) „Außerdem 8.000 Polarfüchse“ |
| 1975/76 | 2.017.420  |            | Arthur C. Prentice:                                             |

## Anmerkung
1. ↑  Die angegebenen vergleichenden Werte (Koeffizienten) sind das Ergebnis vergleichender Prüfung durch Kürschner und Rauchwarenhändler in Bezug auf den Grad der offenbaren Abnutzung. Die Zahlen sind nicht eindeutig, zu den subjektiven Beobachtungen der Haltbarkeit in der Praxis kommen in jedem Einzelfall Beeinflussungen durch Gerbung und Veredlung sowie zahlreiche weitere Faktoren hinzu. Eine genauere Angabe könnte nur auf wissenschaftlicher Grundlage ermittelt werden. Die Einteilung erfolgte in Stufen von jeweils 10 Prozent. Die nach praktischer Erfahrung haltbarsten Fellarten wurden auf 100 Prozent gesetzt.